# Apanteles bajariae
Apanteles bajariae är en stekelart som beskrevs av Papp 1975. Apanteles bajariae ingår i släktet Apanteles och familjen bracksteklar. Inga underarter finns listade i Catalogue of Life.